# Cirrhimuraena tapeinoptera
Cirrhimuraena tapeinoptera es una especie de pez del género Cirrhimuraena, familia Ophichthidae. Fue descrita científicamente por Bleeker en 1863.
Se distribuye por el Pacífico Indo-Occidental. Especie demersal. Está clasificada como una especie marina inofensiva para el ser humano.